# Мутна (притока Вуктила)
Му́тний або Му́тна (рос. Мутный, Мутная) — річка в Республіці Комі, Росія, права притока річки Вуктил, правої притоки річки Печора. Протікає територією Вуктильського міського округу.
Річка протікає на захід, північний захід, південний захід, північний захід, північ, північний схід, північний захід та захід.
Притоки:
- права — Косвож